# لويد إل. بيرك
لويد إل. بيرك (بالإنجليزية: Lloyd L. Burke)‏ هو جندي أمريكي، ولد في 29 سبتمبر 1924 في Tichnor, Arkansas ‏ في الولايات المتحدة، وتوفي في 1 يونيو 1999 في هت سبرينغز في الولايات المتحدة.